# Léonie Aviat
Pour les articles homonymes, voir Léonie.
Léonie Aviat , en religion Mère Françoise de Sales, née à Sézanne le 16 septembre 1844 et morte à Pérouse (Italie) le 10 janvier 1914, est une religieuse française, fondatrice en 1866 de la congrégation des Oblates de Saint François de Sales et canonisée en 2001. Son jour de fête est célébré le 10 janvier.  

## Biographie

### Premières années
Léonie Aviat naît à Sézanne, bourgade de 4 500 habitants, le 16 septembre 1844. Son père tient une épicerie fine réputée sur la place de la petite ville ce qui lui permet d'offrir des études à sa fille.  
En octobre 1855, Léonie est en pension à la Visitation de Troyes où elle rencontre deux personnes qui resteront sa vie durant des figures tutélaires : l’abbé Brisson et la mère Marie de Sales Chappuis. 
Très tôt, Léonie apparaît comme une jeune fille intelligente et bonne. Dès sa jeunesse, elle semble se destiner à une vocation religieuse. Cependant ses parents désirent qu’elle se marie, mais l’abbé Brisson, qui l’accompagne depuis son plus jeune âge, lui demande d’attendre ses 21 ans pour se décider.

### L'appel à la vie religieuse
En réponse à la détresse matérielle mais surtout morale des ouvrières de l’industrie troyenne, l’abbé Brisson avait fondé un foyer de jeunes filles ouvrières quelques années auparavant. À la suite de plusieurs déboires, il se persuade que seules des religieuses seraient à même de s’occuper de son œuvre. Le désir de l’abbé rejoignant celui de la jeune fille, elle devient, en 1866, à 21 ans, responsable de la fondation d’une nouvelle congrégation religieuse. Elle est assistée pour cela de Lucie Canuet, une jeune fille du pensionnat des Visitations, avec laquelle elle partagera presque toute sa vie.

### L'œuvre des Oblates de Saint François de Sales
Pour sœur Françoise de Sales, il s’agit d’abord de prendre en charge l’œuvre destinée à aider la jeunesse ouvrière de Troyes. À cette époque, il y avait un fort clivage entre bourgeoisie et milieu populaire, et il n’allait pas de soi que ces deux jeunes filles de bonnes familles parviennent à se lier avec les petites ouvrières du foyer. Cependant les deux jeunes filles montrent une proximité et un zèle remarquable et parviennent à établir ce lien. 
La fondation et la consécration des religieuses sont finalement réalisées le 30 octobre 1868, celles-ci se faisant en présence de Gaspard Mermillod, futur évêque de Genève et cardinal (successeur de saint François de Sales), et de l’évêque de Troyes, François Mallier du Houssay. Léonie devient alors sœur Françoise de Sales. Le 11 octobre 1871, elle prononce ses vœux définitifs en présence de Louis-Gaston de Ségur. Et le 20 septembre 1872, les Oblates de Saint François de Sales, réunies en chapitre, élisent sœur Françoise de Sales comme supérieure générale de la communauté naissante sous le regard de l’abbé Brisson qui reste très présent aux côtés de la jeune congrégation.  
Elle réalise un mandat de six ans où sa hauteur de vue et sa capacité d’organisation font merveilles. Elle doit cependant laisser la place à l’ancienne supérieure d’une congrégation qui a fusionné avec les Oblates de Saint François de Sales quelques années auparavant. En novembre 1880, sœur Françoise de Sales part alors en région parisienne réorganiser deux maisons issues de cette fusion. Une fois cette réorganisation réalisée, elle fait construire un nouveau foyer de jeunes filles, puis prend la tête d’un établissement parisien, l'ancien Institut Sainte Marie de Lorette. Plutôt huppé, l’accueil de cette jeune directrice est d'abord réservé, mais sœur Françoise fait encore un beau travail, si bien qu’elle est très regrettée quand on lui retire la direction de ce collège pour la prise en charge, en 1889, de l’Œuvre de Troyes qu’elle a dirigé lorsqu'elle n'avait que 21 ans.

### De l'humiliation à la tête de l'Œuvre des Oblates de Saint François de Sales
Elle passe alors trois années marquées par des vexations et des humiliations continuelles de la part de sa supérieure et de ses sœurs mais fait ici encore preuve d’une humilité et d’une endurance exceptionnelle. 
En 1893, elle finit par être réélue supérieure générale de la congrégation et elle le restera jusqu’à sa mort. Celle qu’on appellera alors Mère Françoise de Sales ne cessera de sillonner la France et l’Europe pour fonder de nouvelles maisons dans un contexte où les vocations religieuses sont très nombreuses en France. Cependant une dernière épreuve l’attend : entre 1901 et 1904 la Troisième République mène une politique de dissolution des congrégations religieuses. Toutes les maisons des Oblates doivent fermer. Mère Françoise part alors à Pérouse en Italie où elle installera la maison-mère de la congrégation et terminera sa vie en parvenant à maintenir son œuvre en l’état.
Après une vie bien remplie et toute tournée vers Dieu qu'elle aime tant, elle décède à Pérouse le 10 janvier 1914, d'une broncho-pneumonie.
Et son procès en béatification s'ouvre à Pérouse en 1929.

## Béatification, canonisation et fête
Léonie Aviat est béatifiée le 27 septembre 1992 par le pape Jean-Paul II, qui l'a ensuite canonisée le 25 novembre 2001. 
Liturgiquement, sa fête est célébrée le 10 janvier.

## Patronymie
Le patronyme Aviat est porté par des familles de localités du Sud-Ouest Marnais et de l'Aube, Sézanne bien sûr, mais aussi Villiers-Herbisse, Herbisse, Angluzelles.